# Fén

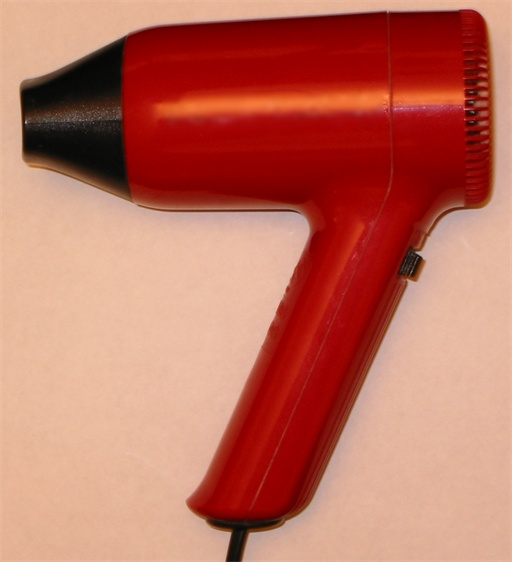
Vysoušeč vlasů (fén)

Fén či vysoušeč vlasů je malý domácí elektrospotřebič, jenž slouží k vysoušení vlasů. 

## Technické řešení
Jedná se o malý ventilátor (malý elektromotor s rotorem na hřídeli, opatřeným lopatkami), jenž z jedné strany nasává vzduch o teplotě okolí a druhou stranou vyfukuje ohřátý. Vzduch ohřívají odporové drátky, které se zahřívají průchodem elektrického proudu. Přístroj může být doplněn plastovou či pryžovou hadicí pro odvod a rozvod ohřátého vzduchu. Ventilátor je uložen v plastovém (dříve kovovém) pouzdru, které směruje proud vzduchu a je opatřeno elektrickou instalací. 
Pro přilbové vysoušeče vlasů (se stojanem) se výraz fén v češtině nepoužívá.

## Původ slova
Slovo fén je počeštěná forma německého föhn, které znamená teplý suchý jižní vítr vanoucí do údolí na sever od Alp.

## Historie
V tomto článku byl použit překlad textu z článku Alexandre-Ferdinand Godefroy na francouzské Wikipedii.

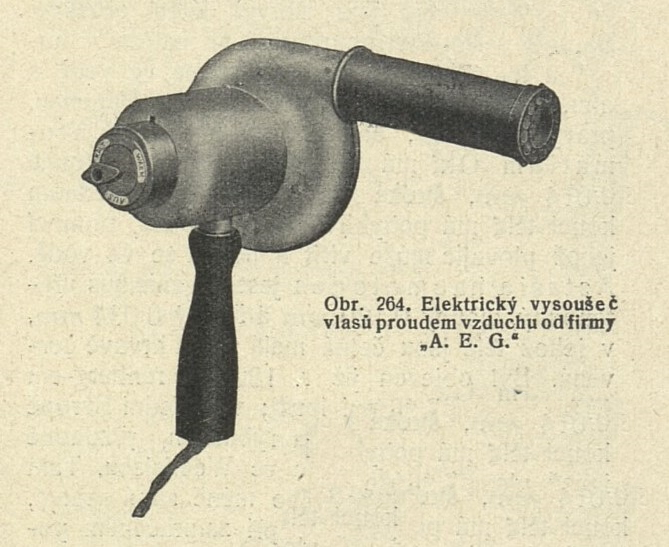
Elektrický vysoušeč AEG, 1914

Vysoušeč vlasů vynalezl roku 1888 francouzský holič a vynálezce Alexandre Ferdinand Godefroy. Ohřev zajišťoval svítiplyn. Godefroy svůj vynález zlepšoval a roku 1897 začala firma Emerson Electric Company vyrábět a dodávat na trh stojanový elektrický vysoušeč vlasů, nazvaný The Emerson electric. Mfg. C°.
Ruční elektrické vysoušeče vlasů („fény“) byly ve větší míře uváděny na trh zhruba od 2. desetiletí 20. století. Postupně se zvyšoval jejich výkon, snižovala hmotnost a zvyšovala bezpečnost.

## Galerie

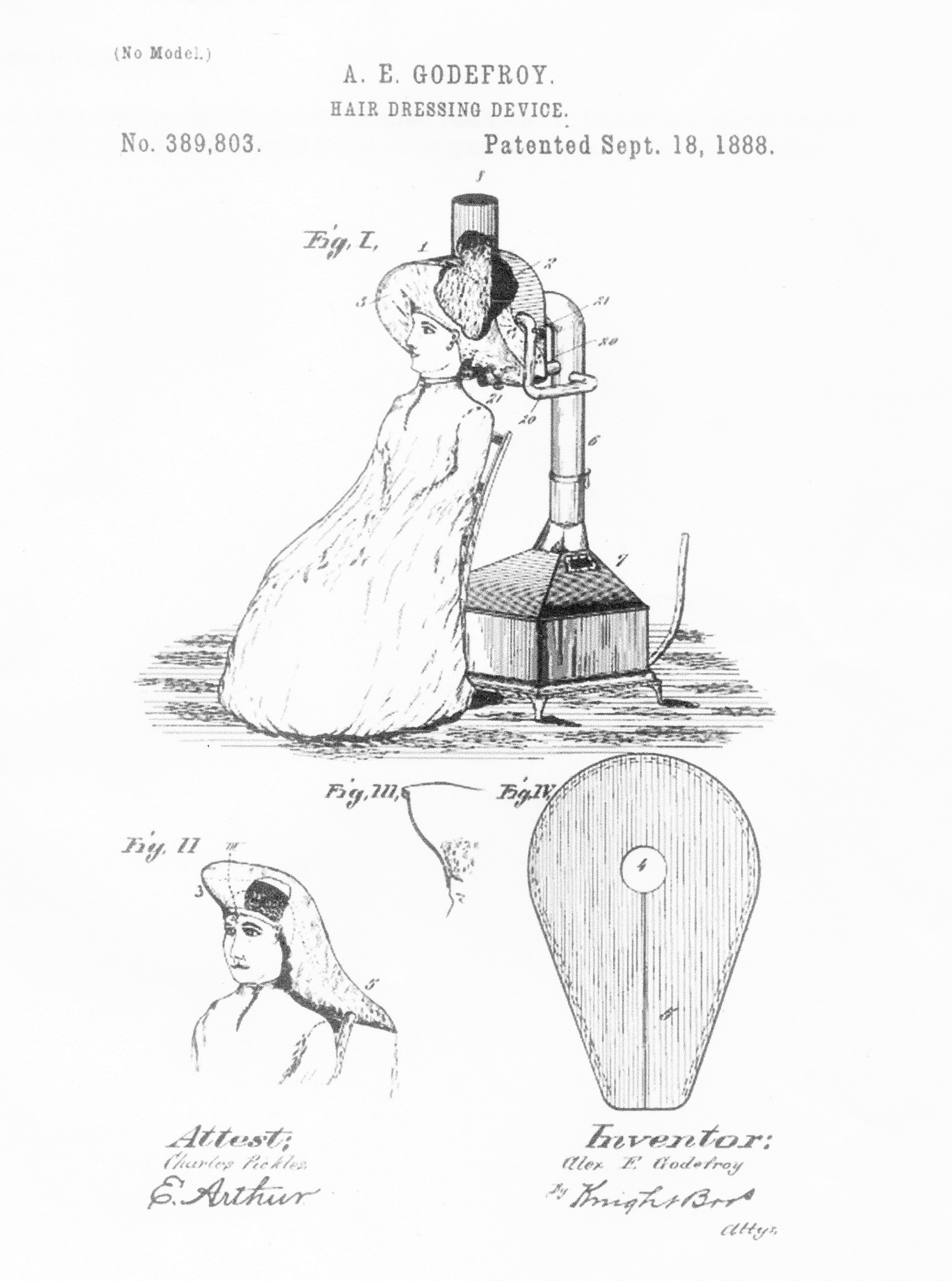
Patent A. F. Godefroye - zařízení pro mytí a sušení vlasů (1888)
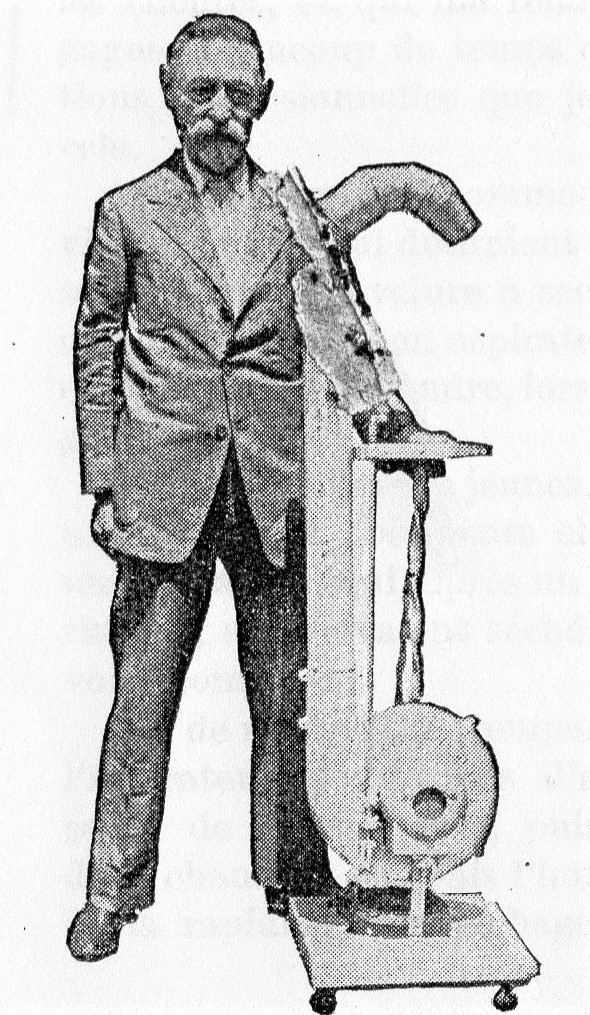
Alexandre Ferdinand Godefroy s vylepšeným modelem vysoušeče vlasů z roku 1895